# Mixodiaptomus lilljeborgi
Mixodiaptomus lilljeborgi is een eenoogkreeftjessoort uit de familie van de Diaptomidae. De wetenschappelijke naam van de soort is voor het eerst geldig gepubliceerd in 1888 door  Jules de Guerne en Jules Richard.